# Ordine dell'Aquila bianca (Serbia)
L'Ordine dell'Aquila Bianca fu un ordine cavalleresco del Regno di Serbia.

## Storia
L'ordine venne fondato da re Milano I di Serbia (già Principe di Serbia) il 23 gennaio 1883 assieme all'Ordine di San Sava. La Serbia venne proclamata Regno il 22 febbraio di quello stesso anno e come tale questo ordine divenne un ordine reale e statale a tutti gli effetti.
L'Ordine dell'Aquila Bianca era il massimo ordine del regno e come tale veniva conferito per particolari meriti conseguiti verso il Re, la casa reale o lo stato.
L'ordine venne meno formalmente nel 1945 con la fine della monarchia, anche se l'ordine conferito per meriti di guerra (con l'apposizione di due spade) continuò ad essere riconosciuto nella Repubblica Federale Jugoslava sino al crollo della medesima nel 1991.

## Insegne

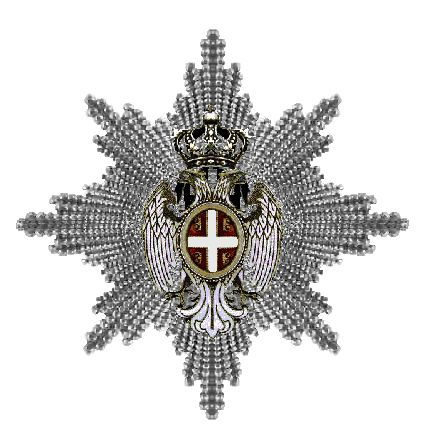
La stella dell'Ordine dell'Aquila Bianca di Serbia

La medaglia dell'ordine era composta da un'aquila bicefala smaltata di bianco avente in petto un ovale con lo stemma del Regno di Serbia, sormontata dalla corona reale con due fasce blu.
La stella dell'ordine era composta da una stella d'oro con brillanti sulla quale si trovava un'aquila bicefala bianca sormontata dalla corona reale con le due fasce ed avente in petto lo stemma del Regno di Serbia.
Il nastro era rosso con una striscia bianca per parte.
Dopo l'ascesa al trono di Pietro I di Serbia, appartenente alla dinastia dei Karageorgevic, egli continuò a conferire l'onorificenza ma sul retro, al posto delle cifre reali di Milan I, pose la data di proclamazione del regno di Serbia, legando indissolubilmente l'ordine allo stato.
L'ordine disponeva anche di una divisione militare che si realizzava attraverso l'apposizione di due spade incrociate tra le teste dell'aquila e la corona reale. Tale classe venne introdotta nel 1915 e conferita agli ufficiali che avessero dimostrato grande coraggio sul campo di battaglia.

## Gradi
L'Ordine era suddiviso in una sezione civile e una militare, nelle seguenti classi di benemerenza:
- Cavaliere di Gran Croce (10 membri)
- Grand'Ufficiale (20 membri)
- Commendatore (40 membri)
- Ufficiale (150 membri)
- Cavaliere (300 membri)

| Nastri civili |           |              |                 |                         |
| Cavaliere     | Ufficiale | Commendatore | Grand'Ufficiale | Cavaliere di Gran Croce |

| Nastri militari |           |              |                 |                         |
| Cavaliere       | Ufficiale | Commendatore | Grand'Ufficiale | Cavaliere di Gran Croce |

## Ripristino
Nel 2010 la Serbia ha ristabilito l'ordine, dopo la pubblicazione sulla Gazzetta Ufficiale della legge approvata dall'Assemblea Nazionale di Serbia che modifica le normative sulle decorazioni della Repubblica di Serbia. È prevista solo la versione militare (con spade), che può essere conferita per particolari meriti militari, come lo sviluppo di sistemi di difesa o meriti speciali nel comando di unità militari per la difesa della Repubblica di Serbia.